# Debrecens universitet

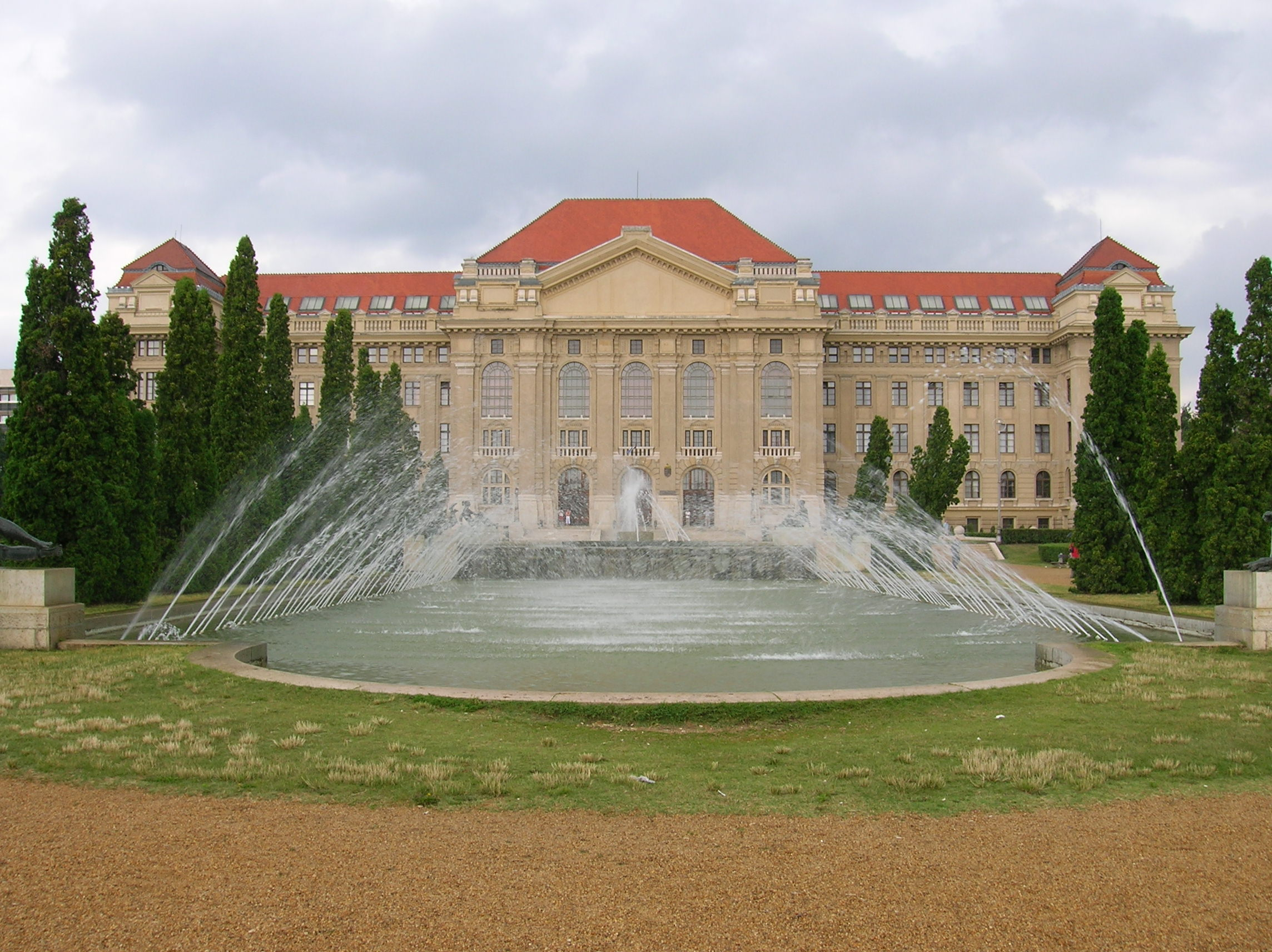
Debrecens universitet

Debrecens universitet (Debreceni Egyetem) är ett universitet i Debrecen, Ungern. Universitetet har 22 grundläggande vetenskapliga avdelningar och 25 kliniska avdelningar specialiserade inom olika områden.